# Corazones invencibles
«Corazones invencibles» es una canción interpretada por el cantautor mexicano Aleks Syntek, primer sencillo de su quinto álbum de estudio, Romántico desliz (2014).

## Información de la canción
Fue escrita por el mismo Syntek junto Eduardo Moreno, compositor y amigo del cantante.  
Esta canción además sirvió como tema de salida de la telenovela mexicana Lo que la vida me robó.

## Videoclip
Fue lanzado a YouTube en su canal VEVO en abril del 2014 y fue dirigido por Esteban Madrazo y filmado en la ciudad de Mérida, Yucatán.

## Lista de canciones

### Descarga digital
1. "Corazones invencibles" - 3:37[7]

## Posicionamiento en listas
| \| País (Lista 2014) \| Posición más alta \| \| ----------------------------------------------- \| ----------------- \| \| Estados Unidos (Billboard Latin Airplay)[8] \| 8 \| \| Estados Unidos (Billboard Latin Pop Airplay)[8] \| 24 \| |                   |
| País (Lista 2014) | Posición más alta |
| Estados Unidos (Billboard Latin Airplay) | 8                 |
| Estados Unidos (Billboard Latin Pop Airplay) | 24                |